# Eutrichota anorufa
Eutrichota anorufa är en tvåvingeart som först beskrevs av Stein 1920.  Eutrichota anorufa ingår i släktet Eutrichota och familjen blomsterflugor. Inga underarter finns listade i Catalogue of Life.